# Stazione di Shimo
La stazione di Shimo (志茂駅?, Shimo-eki) è una stazione della metropolitana di Tokyo che si trova a Kita, quartiere di Tokyo. Serve la linea Namboku.